# 伊德里卡河
46°09′N 13°46′E / 46.150°N 13.767°E

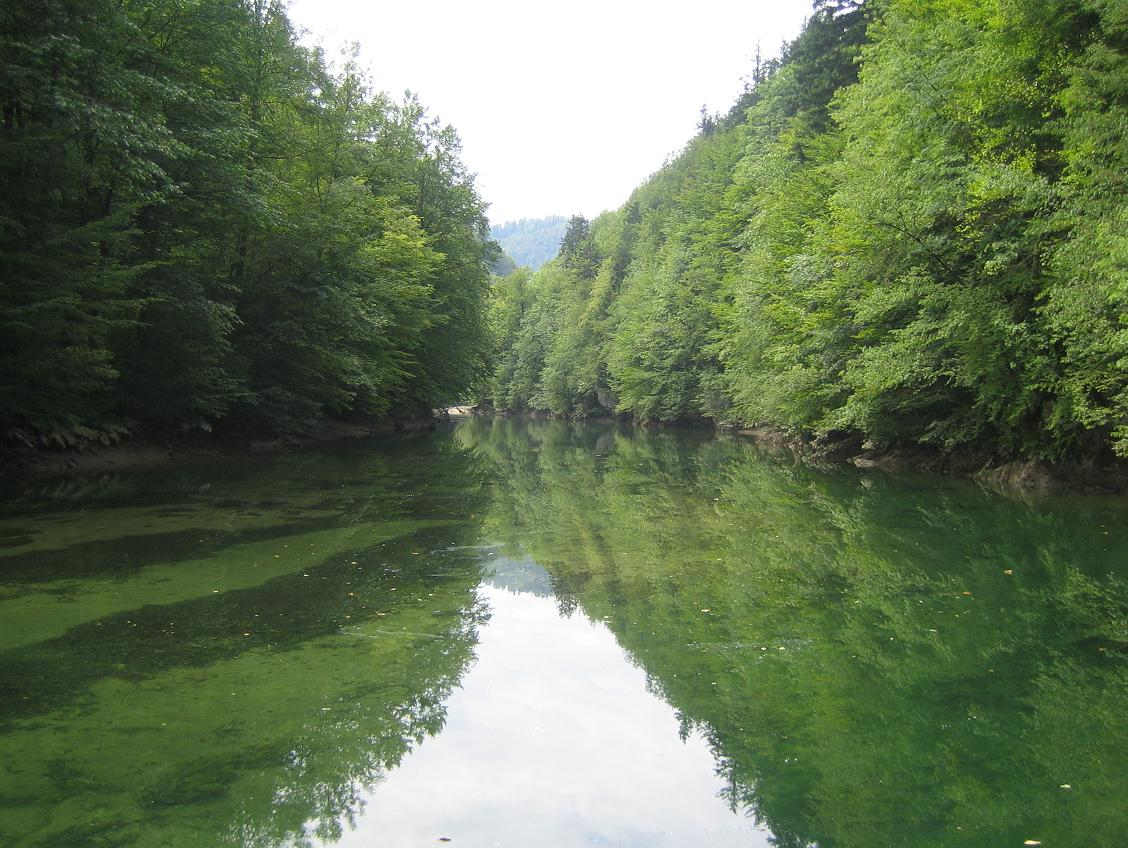

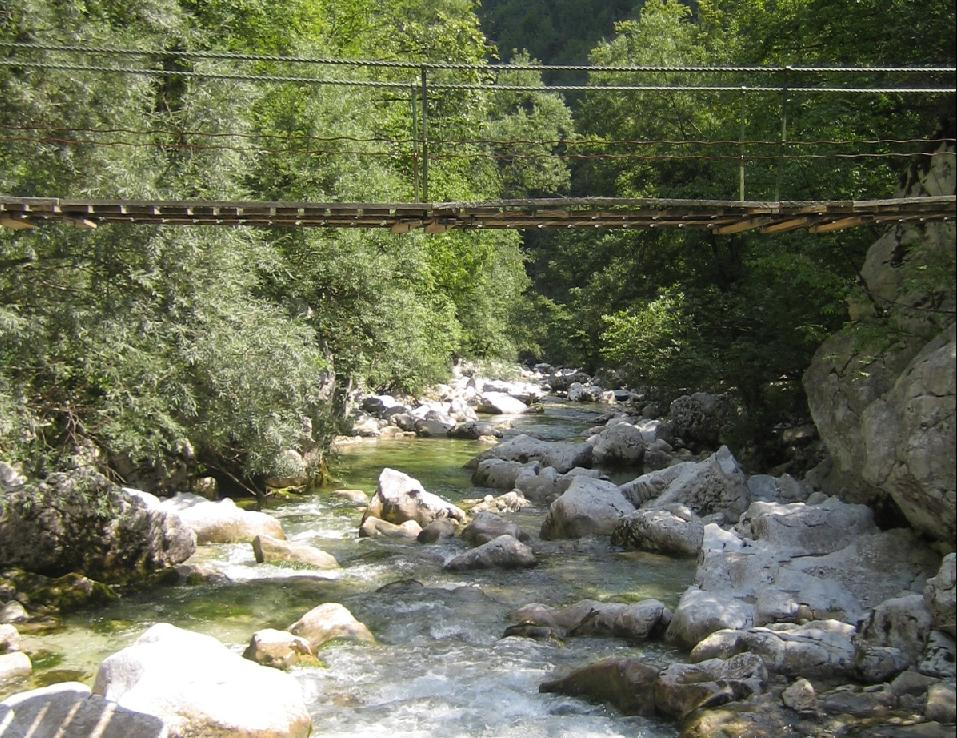

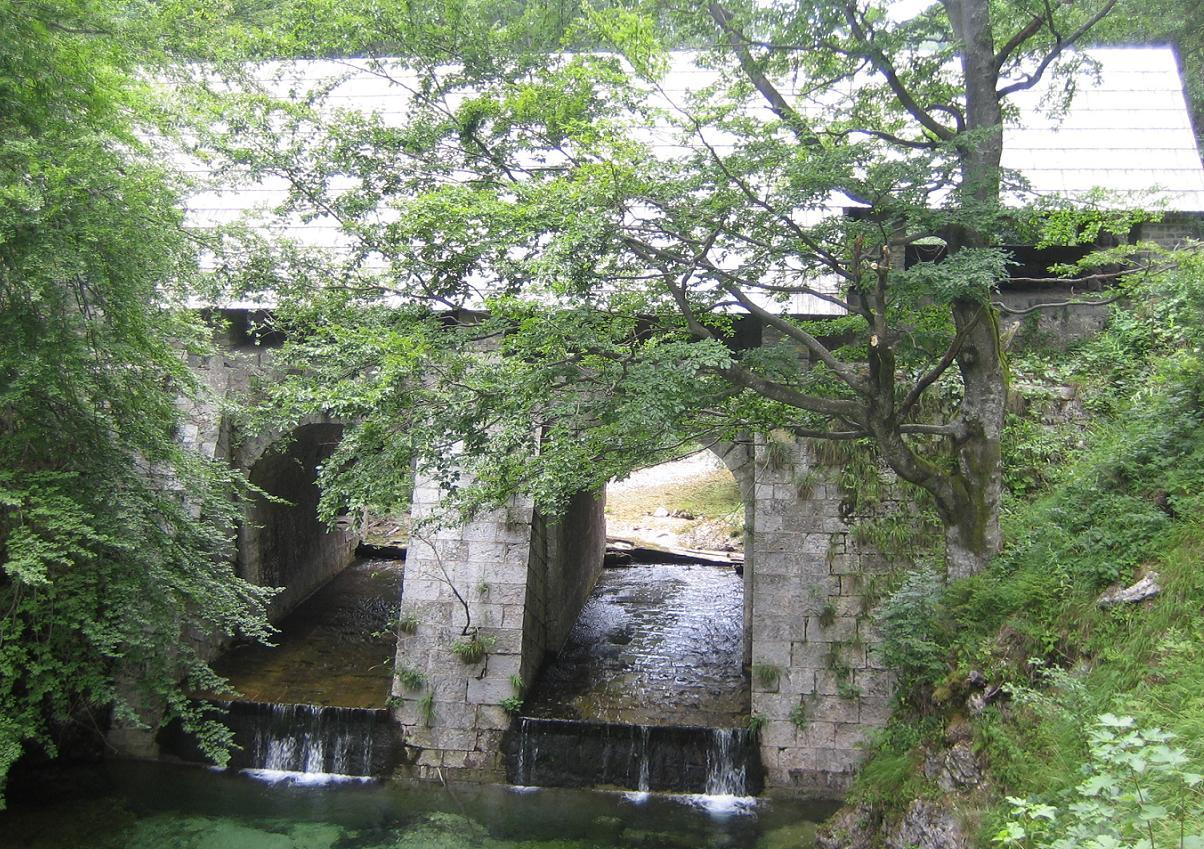

伊德里卡河，是斯洛文尼亞的河流，位於該國西部，屬於索查河的左支流，河道全長60公里，流域面積598平方公里，該河是蟲紋鱒和虹鱒的棲息地。